# Веселин Марешки
Веселин Найденов Марешки е български политик и предприемач.

## Биография

### Образование
Веселин Марешки е роден на 26 март 1967 г. в град Варна. Завършва средното си образование в Математическа гимназия „Д-р Петър Берон“. Висшето си инженерно образование започва да учи в руската столица Москва, където следва 3 години, след което се връща в България, за да се дипломира в Технически университет - Варна. Семеен с две деца.

### Фармацевтичен бизнес
Веселин Марешки завързва първите си връзки във фармацевтичния бранш в СССР. В периода между 1991 г. и 1992 г. успява да навлезе в изключително слаборазвития тогава пазар на лекарства в България.
Към средата на 2012 г. е собственик на аптеки в повечето големи градове на България. Притежава дялове в 46 компании с разнородна дейност. Собственик е на 2 фирми за търговия с фармацевтични и козметични стоки – „Лиафарм“ и „Варна фарма холдинг“. Лично и чрез „Варна фарма холдинг“ притежава 100% от Медицински център „Младост“. Посредством сестра си, Марешки притежава 98% и в трета фармацевтична компания – „Юникомс фарма“, управлявана от Дилбер Вайсалова. Фирмата „Варна фарма холдинг“ притежава над 70 аптеки на територията на град Варна. Посредством нея бизнесменът притежава и „Диджител“, занимаваща се със строителство и дизайн. Собственик е и на „Юнисофт солюшънс“ ЕООД и „Тракия-ТД“.
Чрез „Варна фарма холдинг“ през февруари 2010 г. Веселин Марешки придобива и сградата на БТК в морския град, заедно с още две сгради, на обща стойност 16 млн. лв.

### Интереси в спорта
През юли 2012 г. става собственик на Локомотив (Пловдив). Напуска отбора след края на сезон 2012/13, като опростява 2.5 млн. дългове на клуба към него.

### Петролен бизнес
През 2015 г. влиза в бизнеса с бензиностанции, анонсирайки пред обществеността, че строи бензиностанция, за да снабдява собствените си фирмени автомобили. Компанията, през която Марешки развива първата си бензиностанция във Варна, е „Трейднет Варна“ ЕООД, регистрирана в края на 2010 г.

### Политическа кариера
През 2005 г. основава партия Национално движение за свобода и демокрация (НДСД). През 2007 г. Марешки става общински съветник, а след това и зам.-председател на Общинския съвет във Варна, избран от листата на РЗС. Скоро след изборите обаче напуска партията. През 2007 г. създава политическа партия Либерален алианс. През 2012 г. прави коалиция с „Ред законност и справедливост“ (РЗС) – „за РЗС с Марешки“.
През ноември 2012 г. издига кандидатура за конституционен съдия на проф. д-р Валентина Попова с изявление от самия него.
На местните избори през 2011 г. Веселин Марешки участва като независим кандидат за кмет на Варна. Подкрепен е от ВМРО-НИЕ, ПД „Социалдемократи“, БСДП и партия Българска социалдемокрация – Евролевица. На първи тур от изборите е втори, като получава 18,58 % от гласовете и отива на балотаж с кандидата на ГЕРБ Кирил Йорданов. На втори тур губи, като получава 40,50 % подкрепа (47 565 гласа).
На президентските избори през 2016 г. Марешки е издигнат от инициативен комитет, представляван от Пламен Трифонов Христов, заедно с кандидата за вицепрезидент Петър Живков Петров. Получава 11,17% или подкрепата на 427660 български граждани, което му отрежда четвърто място на първи тур.

## Конфликт с Костадин Костадинов
На 15 октомври 2014 г. в около 19:00 часа, пред пицария „Ред хот“ във Варна, собственикът на верига аптеки „Марешки“ Веселин Марешки удря шамар в лицето общинския съветник Костадин Костадинов. Преди това двамата заемат различни страни в имотен спор, за това кой да взема наема от заведение „Студентска“ 6 в морския град. Веднага след това Костадинов заявява че ще го съди.

## Присъда
На 10 март 2022 г. Варненският апелативен съд дава на Марешки 4 години ефективна присъда по обвинения за изнудване. Към януари 2023 г. присъдата все още не е влязла в сила.